# Пенчо Богданов (режисьор)
Вижте пояснителната страница за други личности с името Пенчо Богданов.
Пенчо Стефанов Богданов е български режисьор, сценарист, а също журналист и актьор.

## Биография
Роден е на 27 септември 1923 г. в Габрово. Средно образование получава в Априловската гимназия (1942); през 1947 и 1948 преминава двугодишен семинар по журналистика, а през 1950 завършва семестриално обща медицина в СУ „Св. Климент Охридски“. Специализира анимационна режисура при Тодор Динов. Работи като хоноруван сътрудник на списания, като ас. режисьор (1960 – 1965) и като режисьор (1965 – 1993) в Студията за анимационни филми в София. Участва в художествени съвети на студии, наши и международни комисии, журита и др. Член е на СБФД, в който е председател на секцията за анимация (1974 – 1987) и в управителния му съвет (1983 – 1989); председател на ASIFA – България (1974 – 1987). Умира на 5 септември 2013 г. в София.

## Награди
- Орден „Кирил и Методий“ (1977)
- награда на СБФД за анимация (за цялостно творчество, 1983)
- медал за сътрудничество със Словашката кинематография (1987)

## Филмография
Режисьор на:
- Ех, ако… (1966)
- Бонбон (1968)
- Веселяци (1969, I награда на ФБФ – Варна; „Сребърен пеликан“ и наградата на FIPRESCI на МКФ – Мамая, Румъния, 1970; почетен диплом на МКФ – Аделаида, Австралия, 1970; почетен диплом на МКФ за късометражни филми – Монтевидео, Уругвай, 1971)
- Картината (1971)
- Тайнствената камила (1971)
- Солисти (1972)
- Щурчето (1973, награда на НПАФ – Толбухин, дн. Добрич)
- Киро и Спиро (1974)
- Урок по социология (1975, награда на ФБКФ – Пловдив и награда на НПАФ – Толбухин)
- Левитация (1979)
- Зима (1980)
- Хроника (1982)
- Време за обяд (1983)
- Вода (1984)
- Великанът (от поредицата Телефонът на желанията, 1986)
- Еделвайс (1988)
- Лека нощ (от поредицата Факириада, 1988)
- Анимато (1989, награда на СБФД за режисура)

Режисьор и сценарист на
- Атриархат (1978)
- Къщичка под снега (1985)

Режисьор и съсценарист на:
- Колоната (1976, награда на НПАФ – Толбухин, 1977 и почетни дипломи от МКФ – Тампере, Финландия, 1978 и МКФ – Лайпциг, ГДР, 1979)
- Комисия (1976, награда на ФБКФ в Пловдив за анимационен филм)
- Понеделник, ден за добри дела (1977, награда на МКФ за детски филми – Хихон, Испания, 1978 и на НПАФ – Толбухин, 1980)
- Напред, назад (1978)

Като актьор:
- Пламен в Дърво без корен (реж. Христо Христов, 1974)
- банкер в телевизионния сериал Жребият (реж. Иванка Гръбчева, 1993)